# 郭一輪
郭一輪（？—1619年），字環海，號仁宇，江西九江府德安县人，明朝政治人物。

## 生平
万历十九年（1591年）辛卯科江西乡试舉人，三十二年（1604年）甲辰科进士，刑部觀政，三十三年授海宁县知县，三十八年考察，本年補南安县，四十年丁憂，四十四年改真定府教授，四十六年升國子監博士，四十七年升工部屯田司主事，本年卒。